# Charkowtschanka

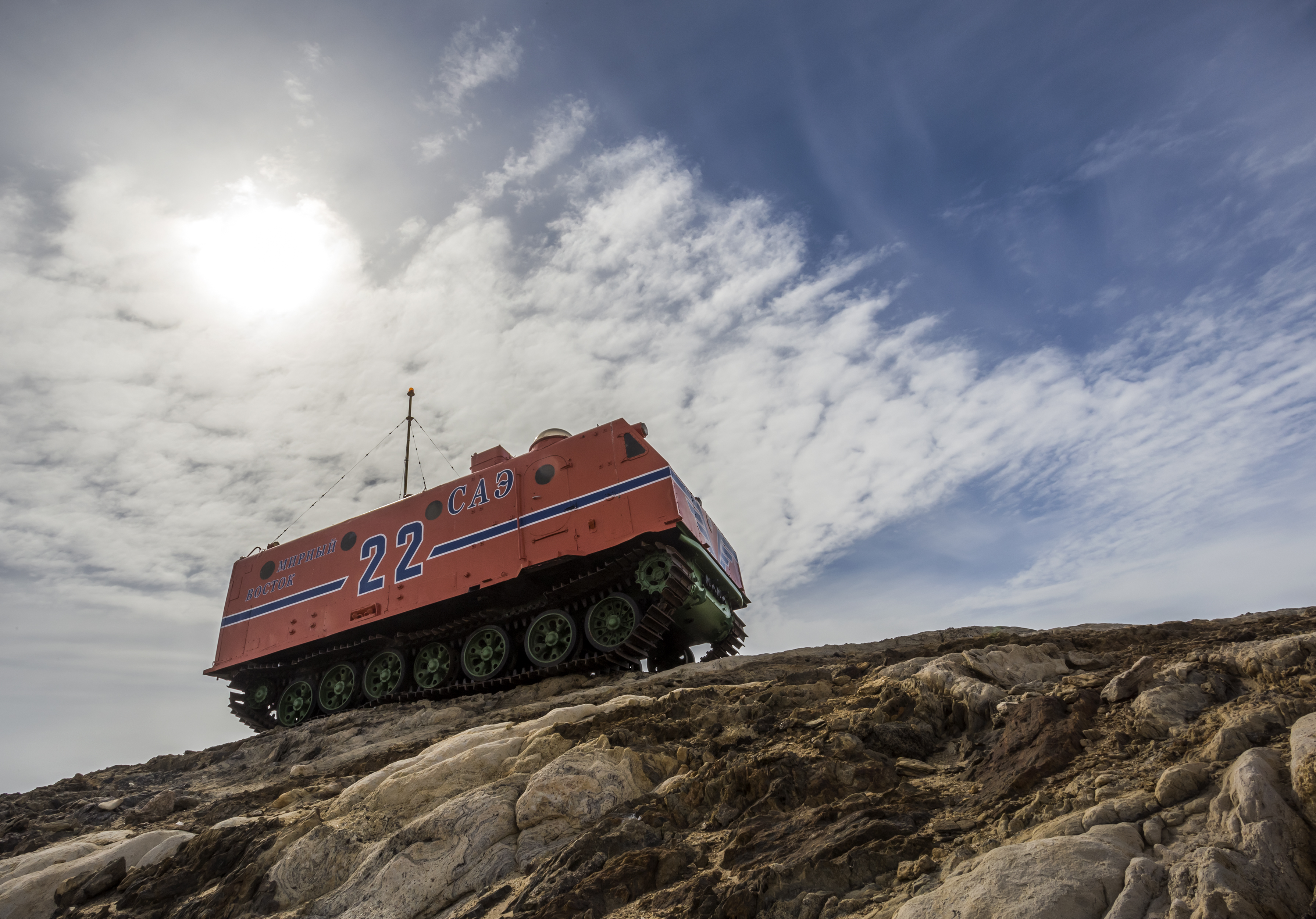
Kettenfahrzeug Charkowtschanka bei der Zhongshan-Station (2014)

Die Charkowtschanka (russisch Харьковчанка, dt.: die Charkowerin, Plural Charkowtschanki) ist ein Kettenfahrzeug, das den sowjetischen wissenschaftlichen Expeditionen in der Antarktis als Transportmittel dient. Die Charkowtschanki wurden vom Charkower Konstruktionsbüro für Maschinenbau ChKBM (ХКБМ) A. A. Morosow entworfen und seit 1958 im Charkower Malyschew-Werk gebaut.
Grundlage der Konstruktion war der schwere Kettenschlepper AT-T, für den wiederum viele Teile des Panzers T-54 verwendet wurden. Eine Charkowtschanka wiegt 20 t, kann bis zu 5 t Fracht an Bord befördern und Schlitten mit einer Last von 40 t ziehen. Das Fahrzeug ist für 6–8 Expeditionsteilnehmer ausgelegt.
Neben dem Fahrerhaus befindet sich der Platz des Navigators mit einer Beobachtungskuppel für die Astronavigation. Die Kabine ist in mehrere Abteilungen unterteilt, darunter ein Gemeinschaftsraum, die Funkerkabine, eine Bordküche, eine Toilette, einen Trockenraum und eine hintere Ausstiegsschleuse. Um Reparaturen durchzuführen, ohne das Fahrzeug zu verlassen, konnte man den Motor durch eine Luke erreichen.

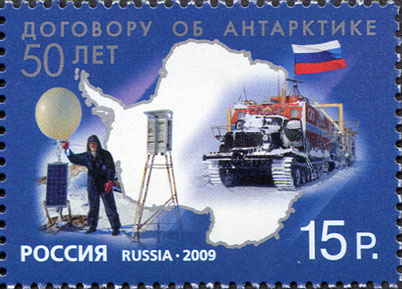
Russische Briefmarke mit einer Charkowtschanka-2 (2009)

Seit September 1975 wurde die Weiterentwicklung Charkowtschanka-2 gebaut. Einer der wichtigsten Unterschiede war die externe Kabine, was auch den Zugang zu Motor und Getriebe erleichterte, die unter einer klassischen Motorhaube angebracht wurden und Überhitzungsprobleme vermied. In den 1980er-Jahren wurde der Nachfolger Charkowtschanka-3 geplant, ging aber nicht in Produktion.

## Technische Spezifikationen
| Antriebsmotor:         | V12-Dieselmotor                  |
| Leistung:              | 995 PS (ca. 730 kW)              |
| Höchstgeschwindigkeit: | ca. 30 km/h                      |
| Länge:                 | 8,5 m                            |
| Höhe:                  | 4,0 m                            |
| Breite:                | 3,5 m                            |
| Reichweite:            | ca. 1500 km                      |
| Steigfähigkeit:        | 30°                              |
| Volumen:               | 50 m³ (Fläche 28 m², Höhe 2,1 m) |